# Sof'ja Velikaja
Sof'ja Aleksandrovna Velikaja (in russo Софья Александровна Великая?; Alma-Ata, 8 giugno 1985) è una schermitrice russa, specialista della sciabola, vincitrice di sei medaglie d'oro, due d'argento e tre di bronzo ai Campionati mondiali di scherma e una medaglia d'oro nella sciabola a squadre ai Giochi olimpici di Rio de Janeiro 2016 oltre che l'argento nell'individuale (vinto anche nelle Olimpiadi precedenti di Londra 2012).

## Biografia
Ha sposato il lottatore Aleksej Mišin.

## Palmarès

### Risultati élite
In carriera ha ottenuto i seguenti risultati:
Giochi olimpici
Individuale
- Argento nella sciabola a Londra 2012
- Argento nella sciabola a Rio de Janeiro 2016
- Argento nella sciabola a Tokyo 2020

A squadre
- Oro nella sciabola a Rio de Janeiro 2016
- Oro nella sciabola a Tokyo 2020

Mondiali
Individuale
- Argento nella sciabola a Lipsia 2005
- Bronzo nella sciabola a Parigi 2010
- Oro nella sciabola a Catania 2011
- Oro nella sciabola a Mosca 2015
- Argento nella sciabola a Wuxi 2018
- Argento nella sciabola a Budapest 2019

A squadre
- Oro nella sciabola a New York 2004
- Argento nella sciabola a Lipsia 2005
- Bronzo nella sciabola a Torino 2006
- Bronzo nella sciabola a San Pietroburgo 2007
- Oro nella sciabola a Parigi 2010
- Oro nella sciabola a Catania 2011
- Oro nella sciabola a Kiev 2012
- Oro nella sciabola a Mosca 2015
- Argento nella sciabola a Wuxi 2018
- Oro nella sciabola a Budapest 2019

Mondiali militari
Individuale
A squadre
- Oro nella sciabola a Wuhan 2019

Europei
Individuale
- Argento nella sciabola a Zalaegerszeg 2005
- Oro nella sciabola a Smirne 2006
- Bronzo nella sciabola a Gand 2007
- Oro nella sciabola a Kiev 2008
- Argento nella sciabola a Lipsia 2010
- Oro nella sciabola a Montreux 2015
- Oro nella sciabola a Toruń 2016
- Oro nella sciabola a Novi Sad 2018
- Bronzo nella sciabola a Düsseldorf 2019

A squadre
- Oro nella sciabola a Bourges 2003
- Oro nella sciabola a Copenaghen 2004
- Argento nella sciabola a Zalaegerszeg 2005
- Oro nella sciabola a Smirne 2006
- Argento nella sciabola a Gand 2007
- Argento nella sciabola a Plovdiv 2009
- Argento nella sciabola a Lipsia 2010
- Bronzo nella sciabola a Sheffield 2011
- Oro nella sciabola a Legnano 2012
- Oro nella sciabola a Strasburgo 2014
- Oro nella sciabola a Montreux 2015
- Oro nella sciabola a Toruń 2016
- Oro nella sciabola a Novi Sad 2018
- Oro nella sciabola a Düsseldorf 2019

Universiadi
Individuale
- nella sciabola a Smirne 2005

A squadre
- nella sciabola a Taegu 2003
- nella sciabola a Smirne 2005

## Onorificenze

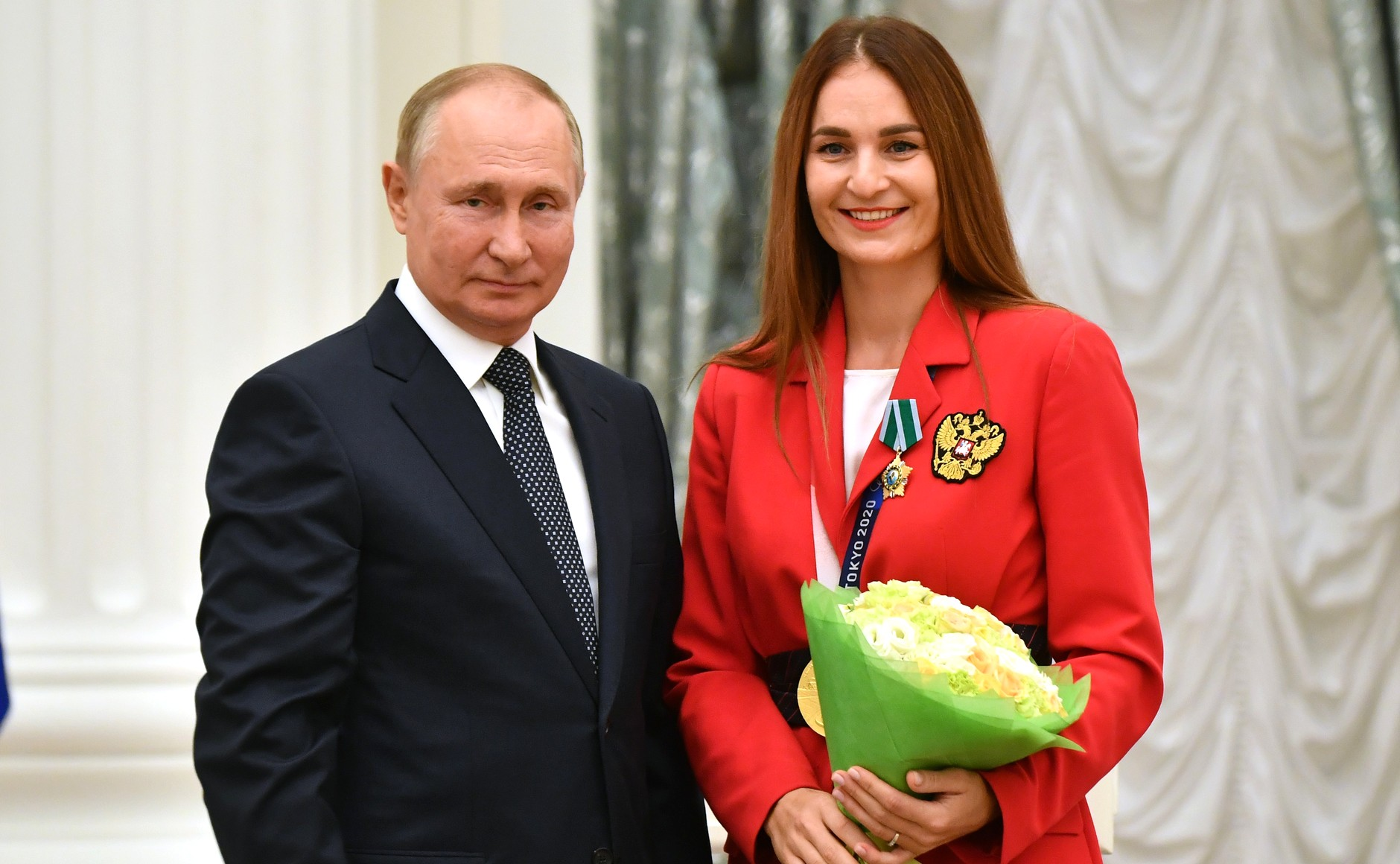
Il presidente russo Vladimir Putin e Sof'ja Velikaja, alla cerimonia per l'assegnazione dell'Ordine dell'Amicizia, 2021.